# Costea Mușat
Costea Mușat detto anche Mușatin (fl. XIV secolo) fu voivoda (principe) di Moldavia dal 1373 al 1374. Ebbe con lui formalmente inizio la dinastia dei Mușatini.
Secondo alcune fonti, Costea Mușat (Costea "il Bello") sarebbe stato originario della Valacchia, probabilmente un membro non noto della dinastia dei Basarabidi. Prese il potere in Moldavia sposando Margareta Mușata, figlia di Bogdan I di Moldavia. La coppia ebbe tre figli: Petru, Roman e Ștefan, tutti voivoda dopo la morte del padre Costea.
Secondo un documento del 1392, la moglie di Mușat, Mușata, fece costruire la città di Siret e la Chiesa di San Giovanni Battista dove venne poi sepolta.